# Nokia 5530 XpressMusic
O Nokia 5530 XpressMusic é um smartphone touchscreen da Nokia.
O Nokia 5530 XpressMusic utiliza o sistema operacional Symbian em sua versão S60 5th.

## Especificações Técnicas[1]

### Display
Possui uma tela touchscreen resistiva de 2,9 polegadas, com resolução de 360 pixels de largura por 640 pixels de altura.

### Câmera
- Tecla exclusiva da câmera
- Editor de fotos e vídeos no aparelho
- Modos de Captura:
  - Foto
  - Sequência
  - Timer Automático
  - Vídeo
- Efeitos de tonalidade:
  - Normal
  - Sepia
  - Negativo
  - Preto e branco
  - Nítido
- Equilíbrios de branco
  - Automático
  - Ensolarado
  - Nublado
  - Incandescente
  - Fluorescente
- Sensibilidade à luz:
  - Alto
  - Médio
  - Baixo
  - Automático

#### Imagem
- Câmera digital de 3,2 megapixels (2048 x 1536 pixels)
- Zoom digital de 4x
- Foco automático
- Distância focal: 3,7 mm
- Escala do foco: 10 cm até infinito
- Distância macro de foco: 10–60 cm
- Flash LED
- Modos de flash: ativado, desativado, automático, redução de olhos vermelhos
- Exposição automática centralmente equilibrada; compensação de exposição: 1/10000 ~ 1/5 s

#### Vídeo
- Filmadora digital com resolução até 640 x 480 pixels.[2]
- Gravação a até 30 frames por segundo
- Zoom digital de 4x
- Tamanho máximo do vídeo: 1 hora e 30 minutos
- Formatos de arquivo de gravação de vídeo: .mp4, .3gp

### Processador
O Nokia 5530 tem um processador ARM 11 de 434 MHz

### Memória
- Memória RAM 128MB
- Slot para cartão de memória microSD com hot-swapping de até 16 GB
- 70 MB de memória dinâmica interna

### Conectividade
- Bluetooth versão 2.0
- Suporte para MTP (Mobile Transfer Protocol)
- Impressão direta com impressoras de imagem compatíveis
- Suporte para sincronização de PC com Nokia Ovi Suite
- Rede Wi-Fi (802.11 b/g)

### Conectores
- Conector microUSB, USB 2.0 de alta velocidade
- Conector AV Nokia de 3,5 mm

### Aplicativos
- Aplicativos sis e sisx
- Java MIDP 2.0, CLDC 1.1
- Flash Lite 2.0 (Flash Lite 3.1 disponível via atualização)
- Navegador web completo
- Aplicativos para acesso fácil a sites e redes sociais:
  - Friendster
  - Hi5
  - Facebook
  - MySpace
  - Amazon
  - YouTube
- Nokia Music Player
- Nokia Music Store
- E-mail Nokia
- PodCasting
- Rádio FM
- RealPlayer